# اسکنبیل
اسکنبیل (نام علمی: Calligonum comosum) نام یک گونه از سرده اسکنبیل است.
درختچه‌ای است سازگار به شرایط بیابان، در شنزارها بعنوان گونه‌ای شاخص و مقاوم به خشکی و کم‌آبی زندگی می‌کند. این درختچه از جایگاه ویژه‌ای در شرایط متفاوت اقلیم خشک و نیمه خشک به‌ویژه تپه‌های ماسه‌ای و شن‌های روان برخوردار است. دامنهٔ انتشار آن بسیار گسترده بوده به‌طوری که در اغلب شنزارهای مرکزی ایران مانند بیابان‌های شنی کرمان، جیرفت، راور ،چاه دادخدا، قلعه گنج، خور و بیابانک، نائین، کویر مرکزی، ریگ جن، دامغان، سیستان و بلوچستان، کرج و آذربایجان حضور دارند.
اسکنبیل متعلق به خانواده علف هفت بند (Polygonaceae) دارای تنه‌ای منشعب، یا غیر منشعب، سفید رنگ، ساقه ایستا و افراشته، برگها اغلب حالت آویز به‌خود می‌گیرند. دوره رشد رویشی آن از اسفندماه آغاز و ظهور برگ‌های باریک و کشیده تا اواسط فروردین ادامه پیدا می‌کند. رویش گل‌های ریز و سفید رنگ آن از اواخر فروردین ماه آغاز شده، و تا اواخر اردیبهشت ماه منظره بسیار بدیعی را به چهره شنزارها می‌بخشد. میوه‌ها به‌تدریج در خردادماه ظاهر می‌شوند میوه‌های مژک دار به رنگهای کرم، سفید، صورتی، قرمز رنگ، تمام پیکر گیاه را فرامی گیرند. ارتفاع اسکنبیل معمولاً بین یک تا سه متر متغیر است.